# 2-Propoxyethylacetat
2-Propyloxyethylacetat ist eine chemische Verbindung aus der Gruppe der Essigsäureester.

## Eigenschaften
2-Propyloxyethylacetat ist eine Flüssigkeit, die wenig löslich in Wasser ist.

## Sicherheitshinweise
2-Propyloxyethylacetat wird wie andere Glycoletheracetate dermal gut resorbiert und ist von geringer akuter und subakuter Toxizität. Leitsymptom des toxikologischen Wirkprofils ist die Hämoglobinurie aufgrund einer hämolytischen Wirkung, die v. a. bei Nagern auftritt und nach In-vitro-Studien für den Menschen weniger relevant zu sein scheint. Damit gleicht die Substanz in ihrem Wirkprofil dem 2-Propyloxyethanol, zu dem sie intermediär wahrscheinlich metabolisiert wird.